# NGC 4224
NGC 4224 је спирална галаксија у сазвежђу Девица која се налази на NGC листи објеката дубоког неба.
Деклинација објекта је + 7° 27' 44" а ректасцензија 12h 16m 33,9s. Привидна величина (магнитуда) објекта NGC 4224 износи 12,0 а фотографска магнитуда 12,9. Налази се на удаљености од 35,1000 милиона парсека од Сунца. NGC 4224 је још познат и под ознакама UGC 7292, MCG 1-31-34, CGCG 41-60, VCC 199, IRAS 12140+0744, PGC 39328.